# 田端遺跡
座標: 北緯35度36分03.7秒 東経139度21分48.9秒 / 北緯35.601028度 東経139.363583度

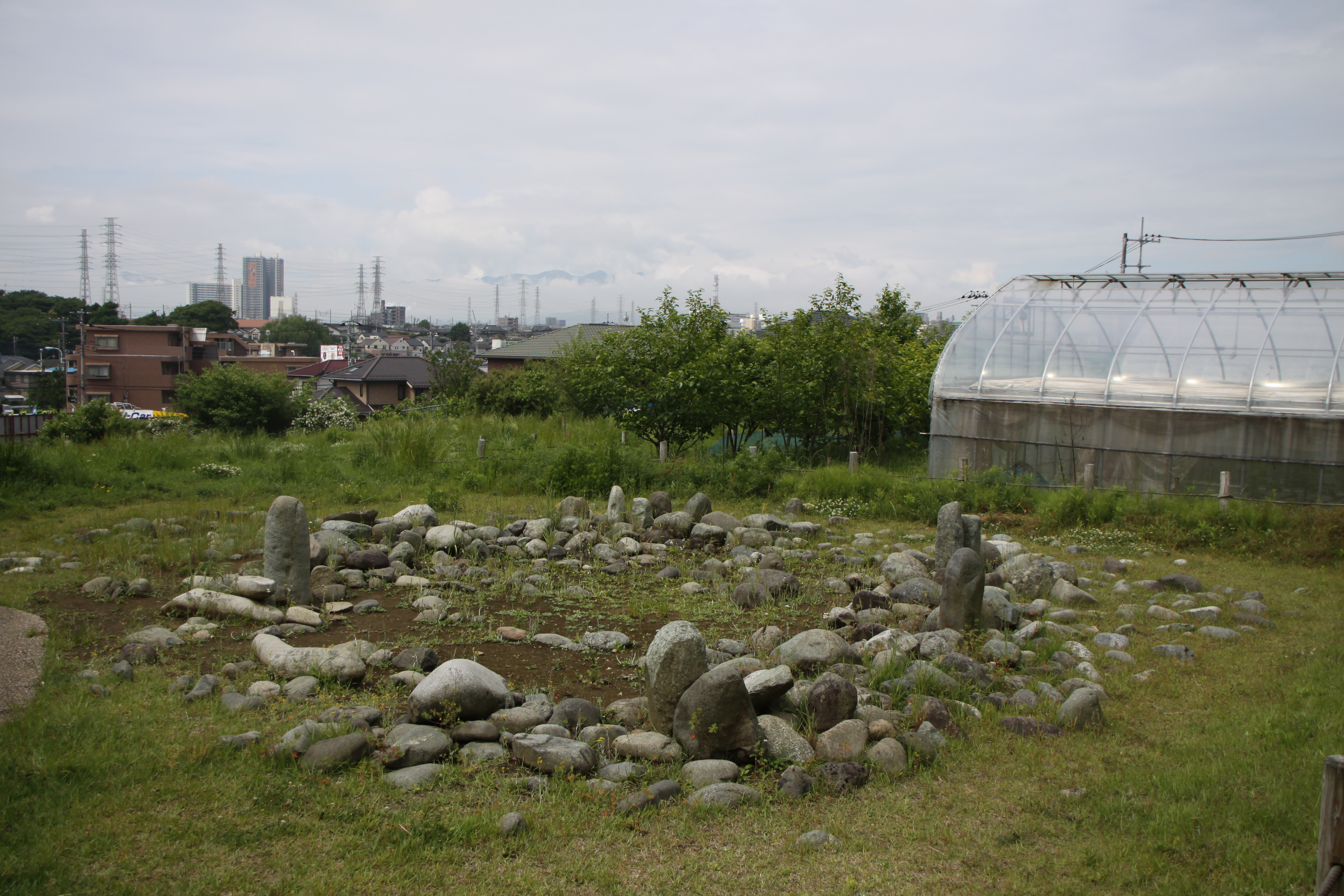
復元されたストーンサークル

田端遺跡（たばたいせき）は、東京都町田市小山町にある縄文時代中期から晩期にかけてのストーンサークル（環状列石）・集落跡・祭祀遺跡である。1971年（昭和46年）3月29日に「田端環状積石遺構」の名称で東京都指定史跡に指定された。田端東遺跡（縄文時代中期中葉から後葉）に隣接する。遺構は盛土保存されストーンサークルのレプリカが置かれている。

## 概要
田端遺跡は縄文時代中期から晩期の境川の丘陵地に広がる遺跡であり、150棟程度の竪穴建物があった。
田端環状積石遺構は田端遺跡の墓地に縄文時代後期から晩期にかけて作られた遺構とされている。縄文後期中葉に25基ほどの墓からなる集団墓地が作られた後、その上に大小約900個の石を東西に集積した9メートル南北に7メートルの楕円形のストーンサークルである。
1968年（昭和43年）に玉川学園考古学会の浅川利一らが中心となり発掘調査され、加曾利B式土器などが出土した。町田市が土地を買い取り保存、1971年（昭和46年）3月29日に東京都指定史跡に指定された。また遺構下部は未調査である。
南西には丹沢山地や富士山が展望でき、また冬至に蛭ケ岳の真上に太陽が沈むのが観測できることからこの場所が選ばれたとされている。作られた動機には祖先祭祀との関係などが考えられている。
田端遺跡と田端東遺跡は一括して周知の埋蔵文化財包蔵地「多摩ニュータウンNo.245遺跡」とされており、遺跡群となっている。

## アクセス
- 京王相模原線多摩境駅から徒歩5分

　　日本で一番駅から近いストーンサークルとも称される。